# Església de San Michele in Foro
L'Església de San Michele in Foro (en català: Sant Miquel al Fòrum) és una església catòlica de la ciutat de Lucca, a la Toscana, a Itàlia central, construïda sobre l'antic fòrum romà. Es troba a la Piazza San Michele (plaça de Sant Miquel), sobreelevada i envoltada per columnes de marbre connectades per cadenes de metall, i està flanquejada per una filera d'edificis medievals. En aquesta plaça també hi ha una estàtua en honor de Francesco Burlamacchi.

## Història
Al centre de l'antiga ciutat romana, on hi havia el fòrum, es va establir al segle VIII, una església dedicada a Sant Miquel, i més tard s'hi van afegir un hospital i un monestir. Aquesta església és esmentada per primera vegada l'any 795 com a fòrum (al fòrum). Va ser reconstruïda després de 1070 per voluntat del Papa Alexandre II, i va continuar fins al segle XIV. Fins a 1370 va ser la seu del Consiglio Maggiore (Consell Major), l'assemblea més important de la comuna. Aquesta església està dedicada a l'Arcàngel Miquel.

## Descripció

### Exterior
L'església de Sant Miquel és una església amb planta de creu llatina fortament influenciada per l'estil romànic pisà. En aquesta església hi destaca la façana del segle XIII, on hi ha una sèrie d'escultures i incrustacions, moltes de les quals van ser reconstruïdes o refetes al segle XIX. La part inferior té una sèrie d'arcs cecs, al centre dels quals inclou el portal principal. La part superior, construïda amb gran quantitat de materials de ferro per contrarestar el vent, té quatre ordres de galeries petites. A la part superior hi ha una estàtua de marbre de l'arcàngel Miquel, de 4 m d'alçada, a l'acte de derrotar un drac amb una llança. A banda i banda hi ha dos àngels. Segons una llegenda, el dit d'un dels àngels tindria un diamant enorme. A la cantonada inferior dreta de la façana hi ha una estàtua de la Madonna salutis portus de 1480, obra de Matteo Civitali per celebrar el final de la pesta de 1476. La torre del campanar es troba al creuer dret.

### Interior

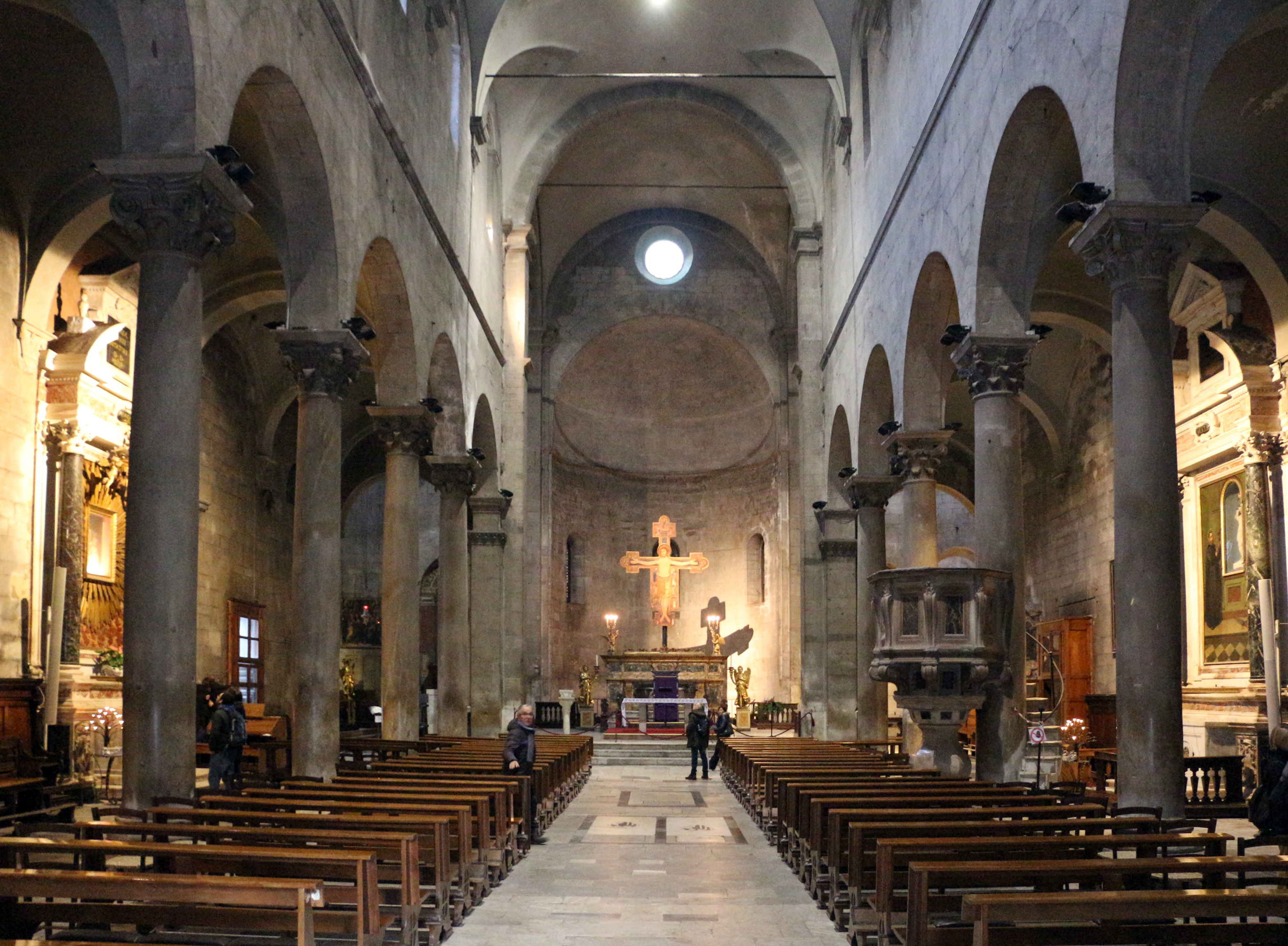
Vista de l'interior

L'interior de l'església té una nau central i dues de laterals amb absis semicircular i transsepte, la nau es recolza en arcs sobre columnes monolítiques. Des del creuer sud s'aixeca el campanar, construït entre els segles XII i XIV, amb una sèrie de finestres geminades individuals, dobles i triples. L'últim pis va ser enderrocat durant el govern de Giovanni dell'Agnello (1364-1368), Duc de Pisa.
Entre les obres d'art a l'interior destaca una Verge amb el Nen de terracota de Luca della Robbia i un panell amb quatre sants de Filippo Lippi.

## Galeria d'imatges

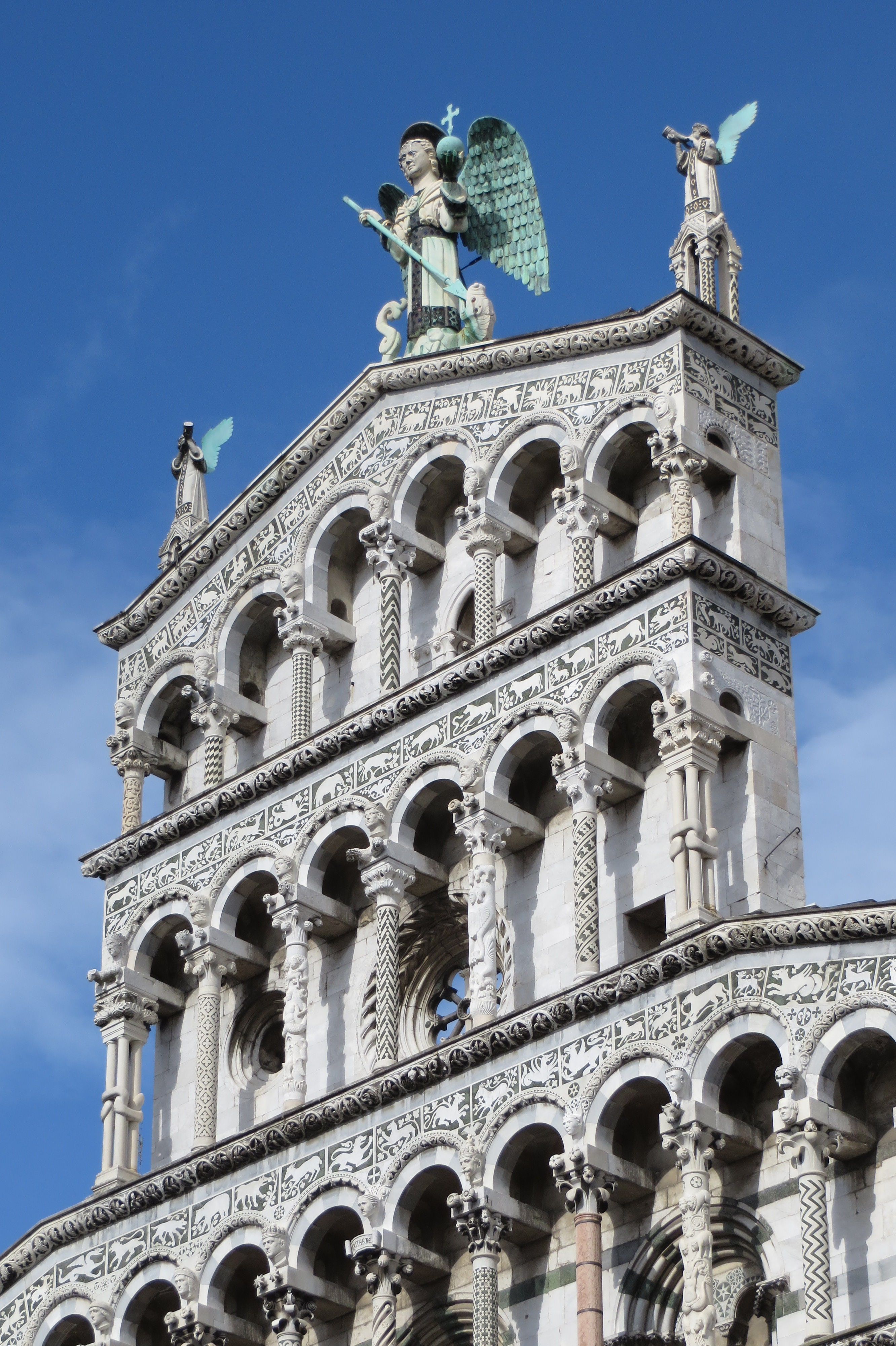
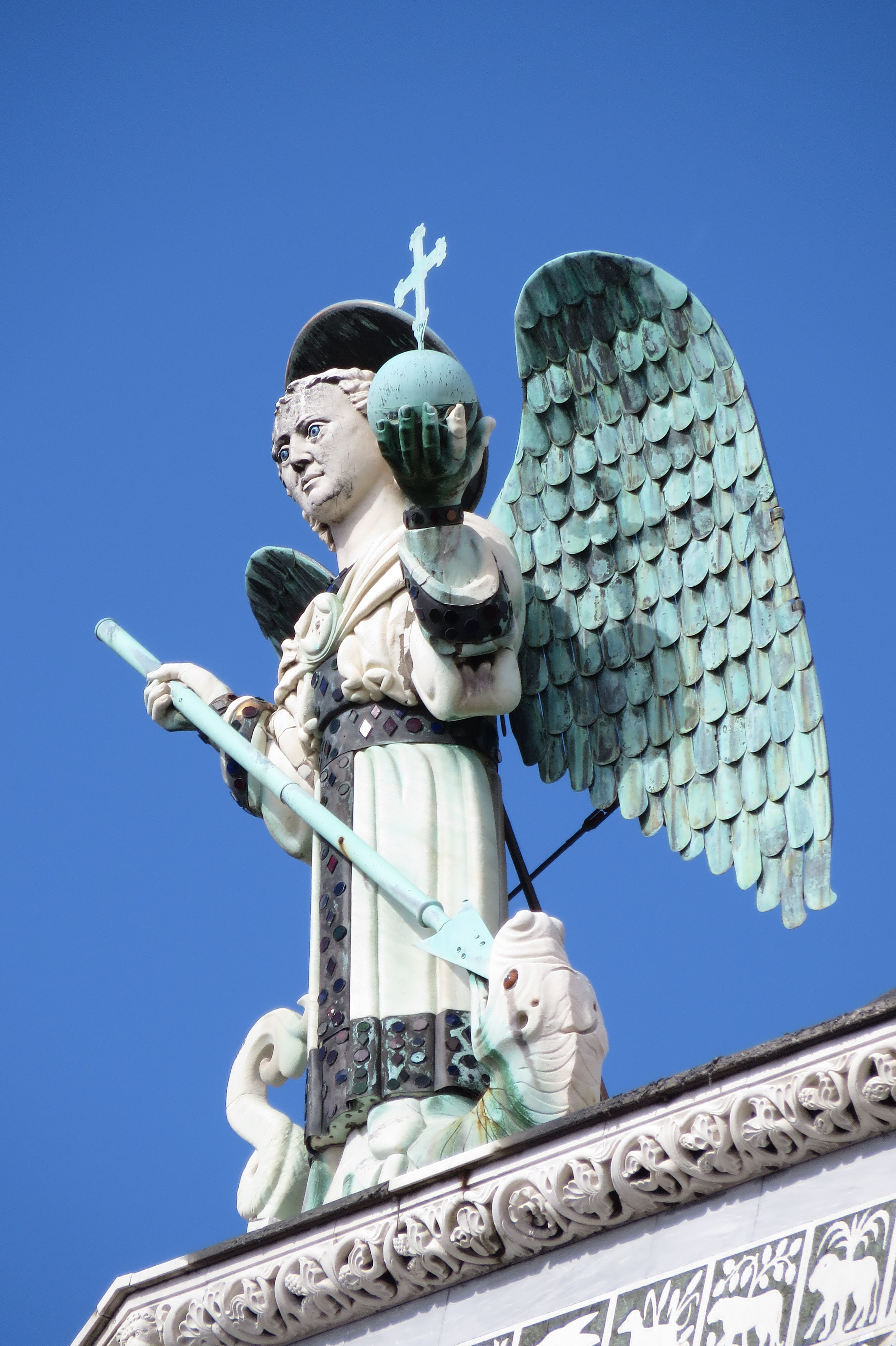
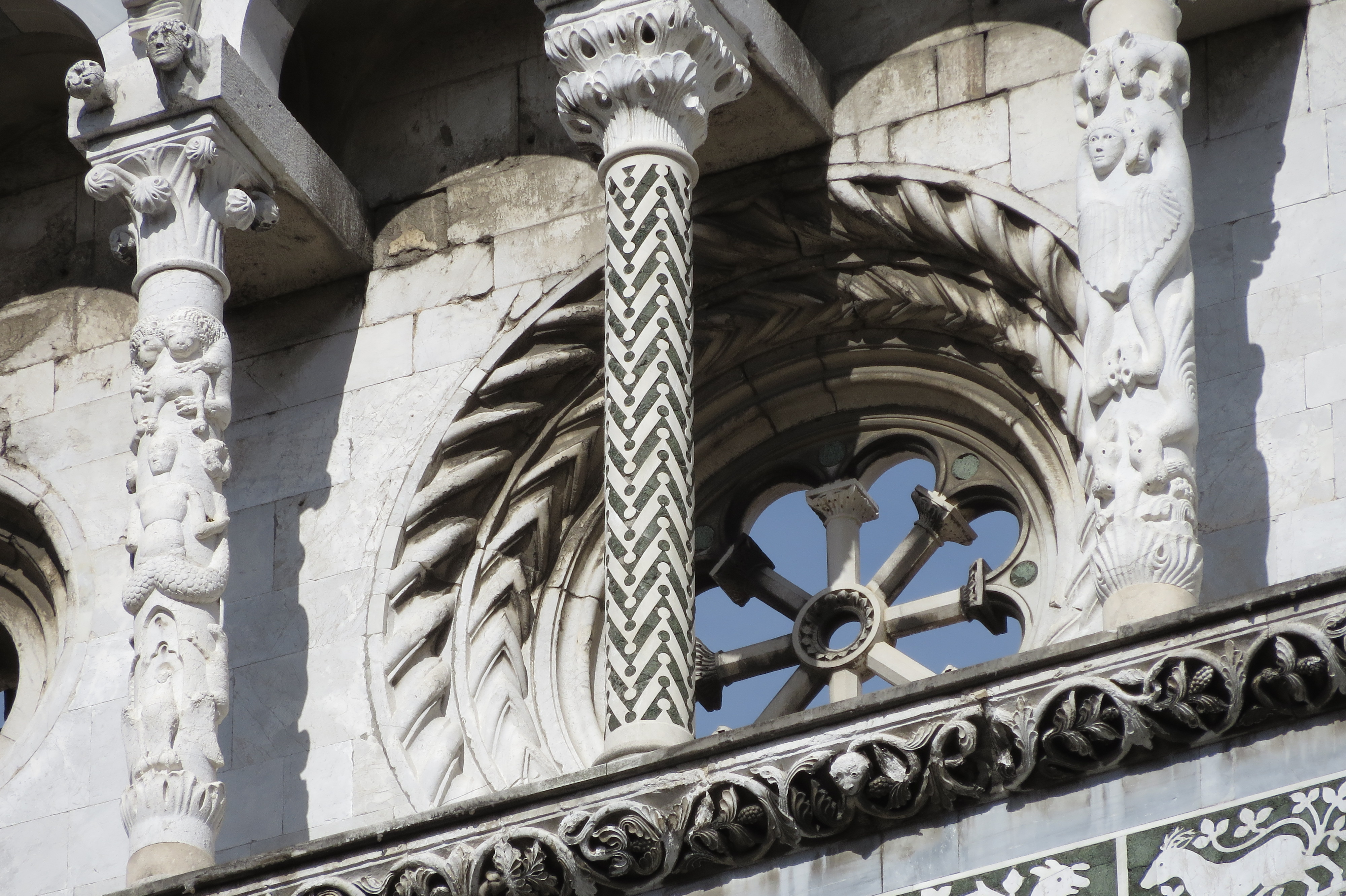
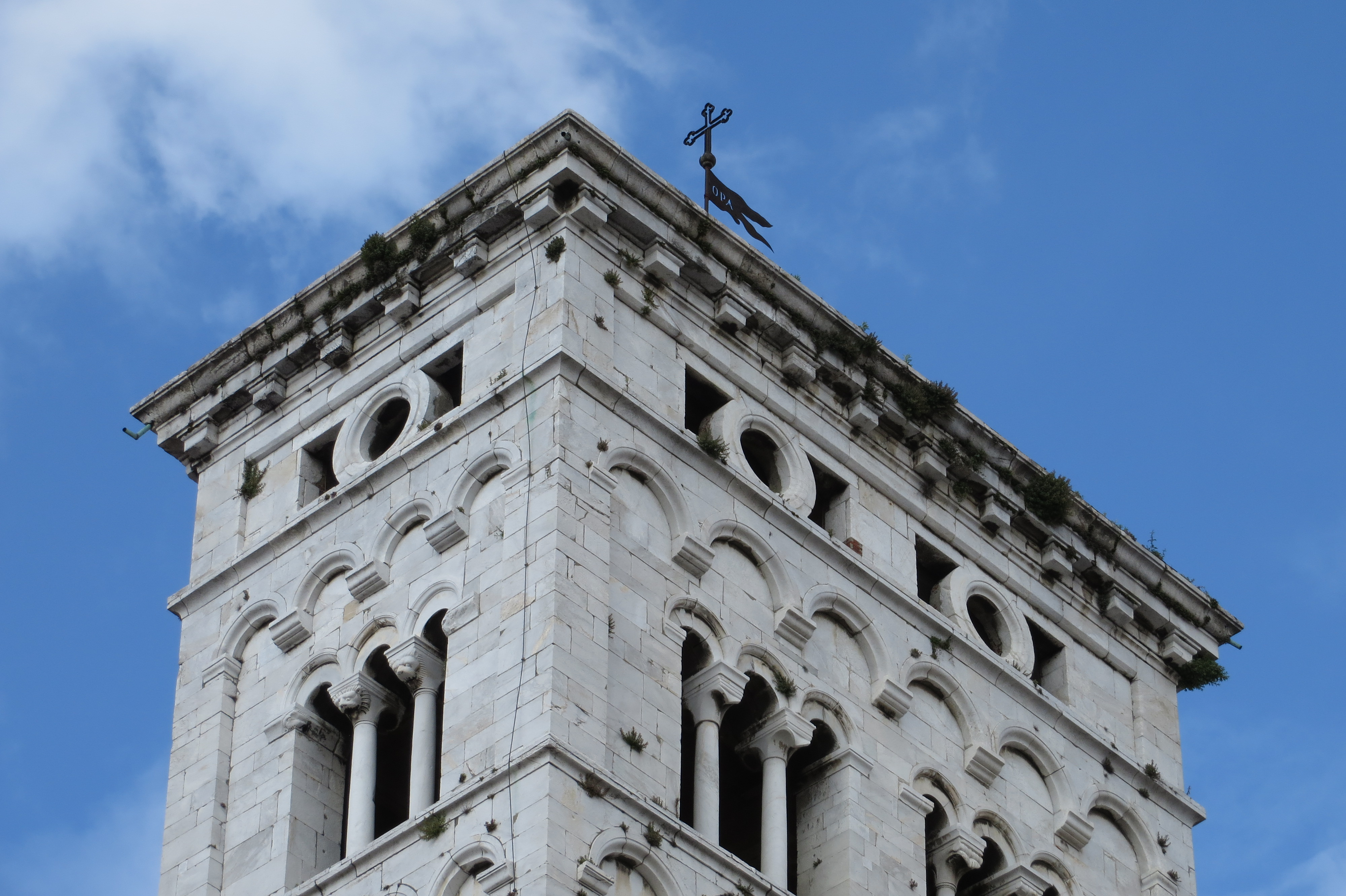
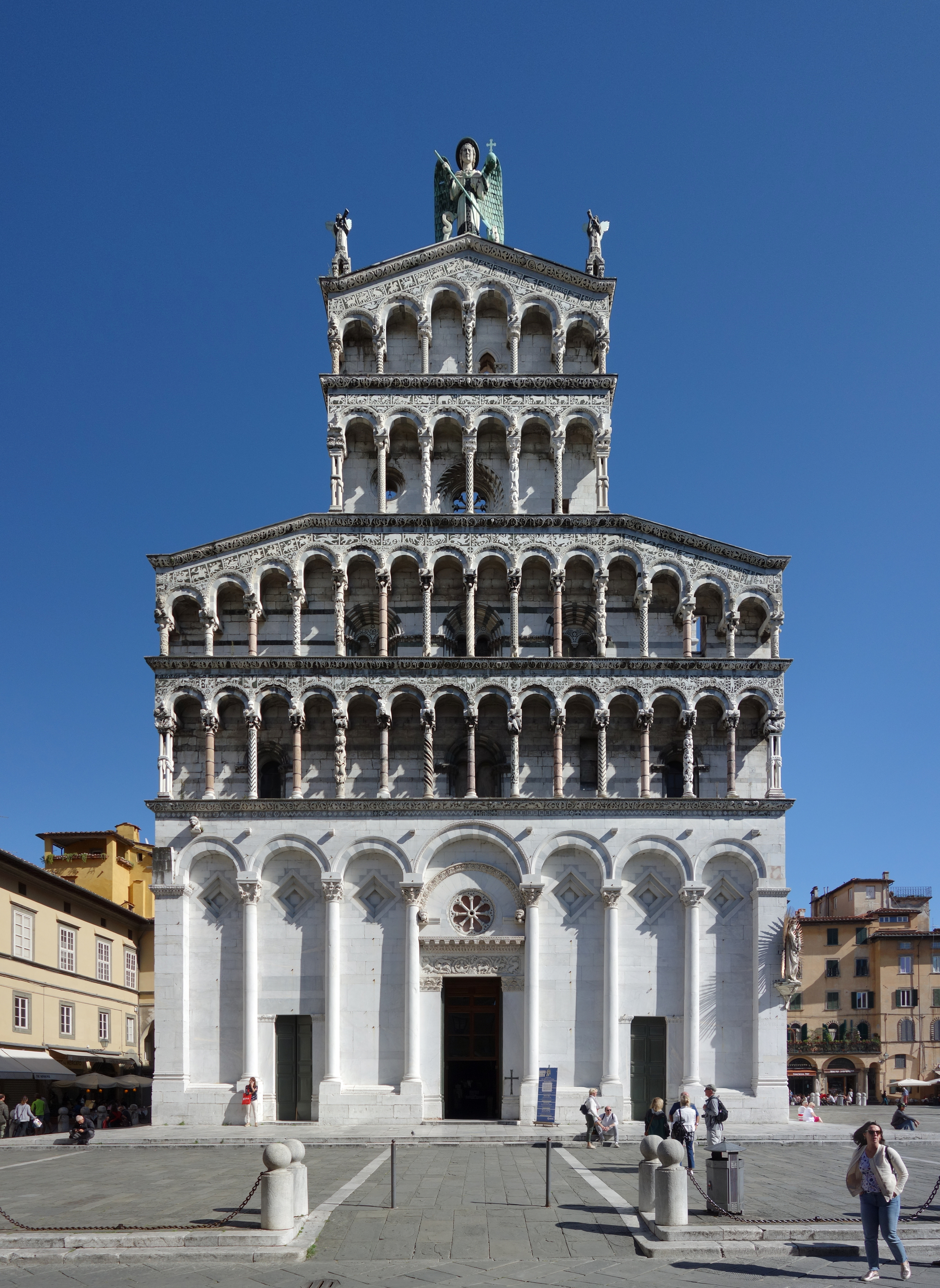